# Erica capensis
Erica capensis, известен още като Cape heath, е вид пирен, който естествено е бил ограничен до град Кейптаун, Южна Африка.

## Разпространение
Ендимитът за Южна Африка вирее на влажни или прилежащите им зони. Цъфти с бели цветове.